# 2005 في النرويج
فيما يلي قوائم الأحداث التي وقعت خلال عام 2005 في النرويج.

## سياسة

### تعيين في المنصب
- 1 يناير – توربيورن ياغلاند President of the Parliament of Norway  [لغات أخرى]‏.
- 1 يناير – داغ أندرسون عضو برلمان النرويج  [لغات أخرى]‏.
- 17 أكتوبر – ينس ستولتنبرغ رئيس وزراء النرويج.
- 17 أكتوبر – يوناس غار ستوره وزير الخارجية في النرويج.

### انتهاء فترة المنصب
- 1 يناير – داغ أندرسون نائب عضو برلمان النرويج  [لغات أخرى]‏.
- 17 أكتوبر – إرنا سولبرغ Minister of Local Government and Regional Development [الإنجليزية]‏.
- 17 أكتوبر – شيل ماغنه بونديفيك رئيس وزراء النرويج.

## أفلام
من الأفلام التي صدرت هذه السنة في النرويج:
- 1 يناير – ميلاد مجيد من إخراج كريستيان كاريون.

## مواليد

### أبريل
- 8 أبريل – ليا إيزادورا بيهن

### ديسمبر
- 3 ديسمبر – سفره ماغنوس أمير النرويج

## وفيات

### ديسمبر
- 3 ديسمبر – كوره كريستيانسن (مواليد 1920) سياسي نرويجي.
- 16 ديسمبر – سفره ستينرسن (مواليد 1926)